# Рентгеновский сканер персонального досмотра
Рентгеновский сканер персонального досмотра — устройство для персонального досмотра, предназначенное для выявления опасных и запрещённых предметов, которые были проглочены или спрятаны в естественных полостях тела.

## История
Доктор Стивен Смит разработал первый сканер персонального досмотра на основе обратного излучения в 1992 году
. В дальнейшем он продал устройство и соответствующие патенты компании Rapiscan Systems, которая и по сей день занимается их производством и распространением. В 2000 году Владимиром Линевым и компанией ADANI была запатентована система для сканирования человека, основанная на проникающем излучении, ориентированная на поиск нежелательных объектов.

## Виды сканирующего излучения

### Рентгеновский сканер на основе обратного рассеяния
Сканер состоит из двух станций расположенных параллельно друг другу, между ними располагается сканируемый объект. Аппарат делает два снимка, но рентгеновские лучи не проходят насквозь, а отражаются. Материалы с разной плотностью по-разному отражаются на мониторе. Как правило, менее плотные элементы (кожа, хрящи) получаются светлыми, а более плотные (металл) тёмными.

### Микроволновый сканер
Человек располагается в кабине и вокруг него движутся специальные рамки. Данный способ позволяет сформировать 3D изображение. В данном способе сканирования используются волны миллиметрового диапазона, что позволяет им проходить через одежду и другие не очень плотные материалы.

### Сканеры, основанные на технологии проникающего рентгеновского излучения

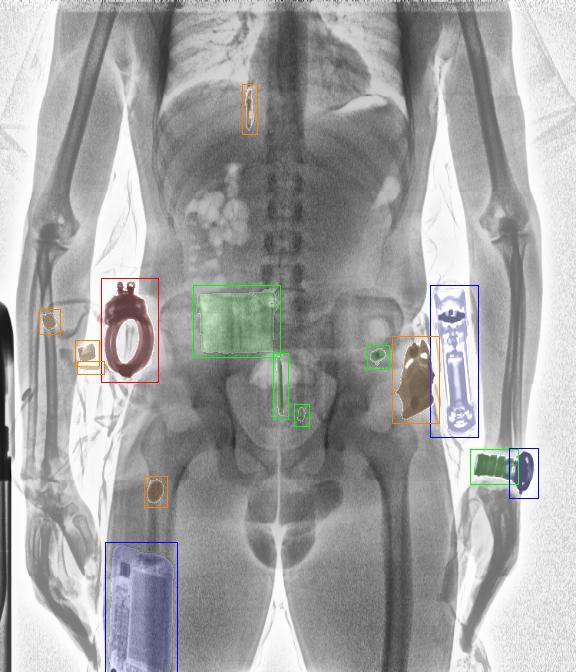
Система искусственного интеллекта определяет инородные объекты на снимке со сканера человека, основанном на проникающем рентгене

Сканер представляет собой излучатель с одной стороны и детектор или массив детекторов с другой. Человек движется на конвейерной ленте между ними, либо стоящего человека с обеих сторон объезжает пара детектор/излучатель (по векторам вверх-вниз либо вправо-влево). Рентгеновские лучи проходят сквозь человека, позволяя получить детальное изображение. Современное программное обеспечение позволяет придавать цвета объектам разной плотности, но для сканирования человека пока эта технология не используется из-за повышенной дозы. Объекты определяются обученным персоналом и дополняются системами на основе технологий глубокого обучения.
Основное отличие проникающего рентгена от других технологий в том, что только он пока позволяет определить угрозы и контрабанду, которая находится не только на теле человека или в его одежде, но и внутри человека или спрятанную в естественных полостях тела. Разумеется, изображение, полученное на низких дозах не конкурирует со снимками диагностического качества медицинских аппаратов, но этого вполне достаточно, чтобы обнаружить объекты, не характерные для биологии человека.

## Безопасность
Вред сканеров на основе электромагнитного излучения не доказан.
Сканеры, основанные на технологии проникающего рентгеновского излучения, излучают дозу, равную тридцатиминутному периоду нахождения под естественным радиационным фоном (0.25 μSv). Эта доза регулируется стандартом США ANSI 43.17.2009, который описывает также годовую дозу в 250 µSv.
Из-за того, что рентгеновские сканеры на проникающей технологии находятся в верхней зоне допуска по дозе, (1000 сканирований в год по стандарту без учета медицинских рентгеновских процедур), TSA в точках с высоким пассажиропотоком использует микроволновые сканеры и сканеры обратного рассеивания, заменяя сканирование в полостях ручным досмотром, а для определения возможных проглоченных угроз выборочно используя медицинские рентгеновские аппараты с повышенной дозовой нагрузкой по сравнению со сканерами человека.

## Проблема приватности
В сканерах человека, основывающихся на технологиях обратного рассеивания и миллиметрового (микроволнового) излучения, существует известная проблема в том, что снимки в результате похожи на упрощенные модели обнаженного человека, на что обратила внимание в том числе и Европейская Комиссия по правам человека. Также этот вопрос время от времени поднимается защитниками прав детей и родителями. Для решения этой проблемы введены, в том числе, программные настройки скрытия приватных зон.
Для проникающего рентгена приватность имеет меньшее значение, так как явно определить личность по рентгеновскому снимку проблематично. Тем не менее и для подобных снимков также существует программная защита приватных зон, которая используется в регионах, чувствительных к этой проблеме.